# Carpathobyrrhulus lineatus
Carpathobyrrhulus lineatus is een keversoort uit de familie pilkevers (Byrrhidae). De wetenschappelijke naam van de soort is voor het eerst geldig gepubliceerd in 1986 door Wooldridge.